# The Great Radium Mystery

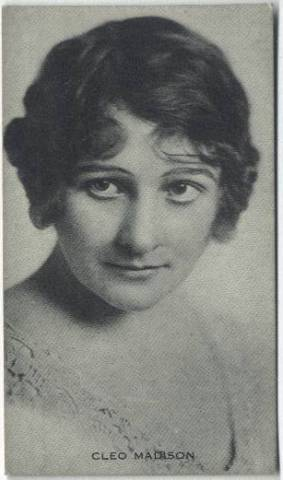
Cleo Madison, estrela do seriado.

The Great Radium Mystery é um seriado estadunidense de 1919, dirigido por Robert Broadwell e Robert F. Hill, em 18 capítulos, estrelado por Cleo Madison e Bob Reeves. O seriado foi produzido e distribuído pela Universal Pictures e estreou nos cinemas dos Estados Unidos em 13 de outubro de 1919, veiculando até 9 de fevereiro de 1920.
Este seriado é considerado perdido.

## Elenco
- Cleo Madison - Condessa Nada
- Bob Reeves - Jack Turner (creditado Robert Reeves)
- Eileen Sedgwick - Gloria Marston
- Bob Kortman - Buzzard
- Ed Brady - Frank Bird
- Jefferson Osborne - John Marston (creditado Jeff Osborne)
- Robert Gray - Hawk
- Gordon McGregor - Rat
- Fred Hamer

## Capítulos
1. The Mystic Stone
2. The Death Trap
3. The Fatal Ride
4. The Swing for Life
5. The Torture Chamber
6. The Tunnel of Doom
7. A Flash in the Dark
8. In the Clutches of a Mad Man
9. The Roaring Volcano
10. Creeping Flames
11. Perils of Doom
12. Shackled
13. The Scalding Pit
14. Hemmed In
15. The Flaming Arrow
16. Over the Cataract
17. The Wheels of Death
18. Liquid Flames.